# La Bataille d'Arminius
La Bataille d'Arminius (Die Hermannsschlacht) est une pièce de théâtre en cinq actes écrite en 1808 par Heinrich von Kleist.
La pièce a pour toile de fond la bataille de Teutoburg qui a eu lieu en l'an 9 apr. J.-C. entre les Romains et les tribus germaniques, dans la forêt de Teutoburg. Le principal protagoniste, Arminius, dont le nom a été germanisé en Hermann, est considéré comme un héros germanique. Ses aventures ont inspiré de nombreux dramaturges ou librettistes du XVIIe siècle au XIXe siècle

## Contexte
La pièce a été écrite après les défaites prussiennes face à Napoléon Ier. À l'époque, Kleist est en délicatesse avec les autorités françaises. Soupçonné d'espionnage, il a même été emprisonné pendant quelques mois. La pièce est perçue comme un appel à la résistance à l'invasion française.
La victoire française à Wagram en 1809 empêche la parution et la représentation de la pièce qui est censurée. Elle ne sera publiée qu'en 1821, dix ans après la mort de l'auteur. La création théâtrale n'aura lieu qu'en 1860. Elle a souvent été considérée comme représentative du nationalisme allemand exacerbé, en particulier pendant le régime nazi.

## Argument
Arminius (Hermann), chef des Chérusques est assailli de deux côtés. Au sud-est les Suèves de Marobod exigent un tribut. À l'ouest le général romain Varus le menace avec trois légions. Varus négocie secrètement avec l'un et l'autre des chefs germains.
Le légat romain Ventidius courtise Thusnelda, la femme d'Arminius. Il lui a dérobé une mèche de ses cheveux blonds qu'il destine à l'impératrice Livie. Ventidius offre à Arminius l'aide des Romains contre Marobod. Mais Arminius dénonce à ce dernier la duplicité de Varus et lui propose de se joindre à lui. Entretemps, le viol d'une jeune fille donne l'occasion à Arminius de prêcher la révolte contre les Romains. Ceux-ci sont abandonnés par leurs alliés germaniques et les légions romaines sont anéanties au cours de la bataille.